# Čumić
Čumić (en serbe cyrillique : Чумић) est une localité de Serbie située dans la municipalité d’Aerodrom (Kragujevac), district de Šumadija. Au recensement de 2011, elle comptait 1 449 habitants.
Čumić est officiellement classé parmi les villages de Serbie.

## Démographie

### Évolution historique de la population
| 1948  | 1953  | 1961  | 1971  | 1981  | 1991  | 2002  | 2011  |
| ----- | ----- | ----- | ----- | ----- | ----- | ----- | ----- |
| 2 661 | 2 637 | 2 664 | 2 457 | 2 170 | 1 885 | 1 600 | 1 449 |

|  |